# Deáki
Deáki (szlovákul Diakovce) község Szlovákiában, a Nyitrai kerület Vágsellyei járásában.

## Fekvése
A mátyusföldi község a Kisalföldön, Galántától 12 km-re délkeletre, Vágsellyétől 2 km-re délnyugatra fekszik.

## Története
1001-ben I. István bencéseket telepített ide, ettől kezdve a Pannonhalmi Bencés Főapátság birtoka volt. 1002-ben a Pannonhalmi Főapátság alapítólevelében a mai Deáki régi Wag nevén szintén az adományozott birtokok közt szerepel. 1090-ben Szent László király oklevelében is még Wag néven említik. 1138-ban II. Béla király oklevele Vágfölötti Salaföld néven említi. 1228 előtt épült kéttornyú román stílusú temploma. Az itteni bencések használták a Pray-kódexként ismert 13. századi latin szertartáskönyvet, melyben a Halotti beszéd is olvasható. Legrégibb része az 1103-ban épített Szent István kápolna. 

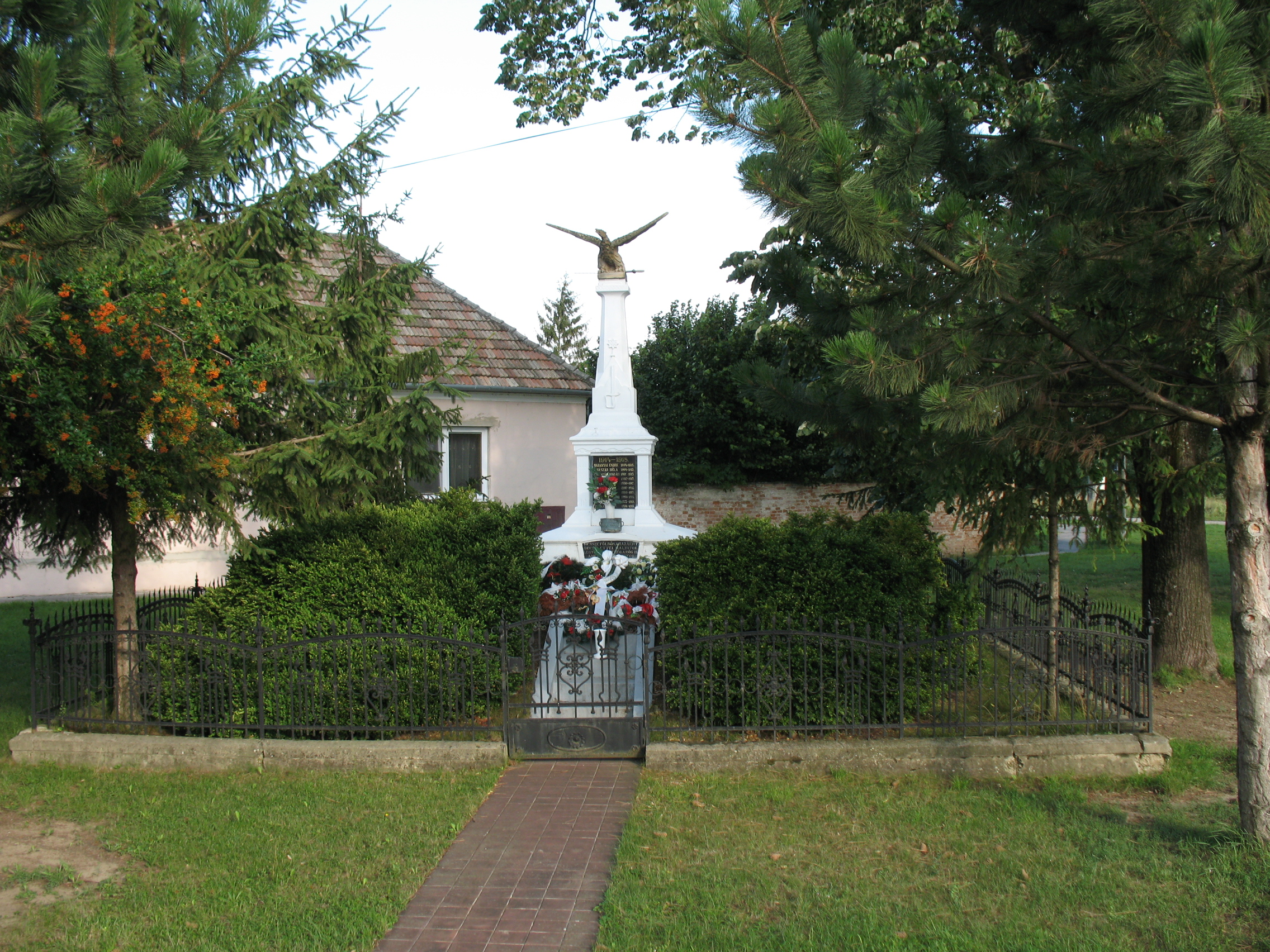
Az 1. világháborúban elesett falubeliek emlékműve

 Egy 1296-ból fennmaradt okiratban a falu már a mai nevéhez hasonló Monasterium Deáki (Deákmonostor) alakban szerepel, mint a sellyei birtok része. 1317-ben Csák Máté a földesura, majd a gróf Cseszneky család szerezte meg. 1526-ban a mohácsi csatát követően az apátság nehéz anyagi helyzete miatt a birtokot zálogba adta Laki Bakith Pálnak. 1535-ben Thurzó Elek országbíró szerezte meg. 1557-ben 44 adózó portát számláltak a községben, 1588-ban 25, 1606-ban már csak 12 portája volt. 1612-ben a falu újra az apátság birtoka lett, és egy évvel később II. Mátyás király visszaadatta a korábban a reformátusok által elfoglalt templomot is a katolikusoknak. 1606-ban már iskoláját is említik. A török időkben a falut többször is feldúlták a portyázó hadak, a török fenyegetéstől csak 1685-ben szabadult meg végleg. Református iskolája a 18. században nyílott meg, ekkor épült a reformátusok imaháza is. 1831-ben a kolera szedett számos áldozatot a községben. Az 1849. június 20-21. között lezajlott peredi csata során a deáki templomnál voltak felállítva a császári csapatok ágyúi.
A trianoni békeszerződésig Pozsony vármegye Galántai járásához tartozott. 1938 és 1944 között újra magyar felségterület, ekkor Nyitra és Pozsony k.e.e. vármegye része. Az Országzászlót 1939 tavaszán avatták fel a falu főterén.
Új kétemeletes iskoláját 1969 szeptemberében adták át.

## Népessége
| Év:            | 1994. | 2004.   | 2014.   | 2024.   |
| -------------- | ----- | ------- | ------- | ------- |
| Emberek száma: | 2113  | 2223    | 2259    | 2377    |
| Eltérés:       |       | +5,20 % | +1,61 % | +5,22 % |

| Év:            | 2023. | 2024.   |
| -------------- | ----- | ------- |
| Emberek száma: | 2380  | 2377    |
| Eltérés:       |       | -0,12 % |

1880-ban 2484 lakosából 2260 magyar, 33 német, 32 szlovák, 51 egyéb anyanyelvű és 108 csecsemő, ebből 1619 római katolikus mellett 716 református, 131 zsidó és 18 evangélikus volt.
1910-ben 2949 lakosából 2932 magyar, 14 szlovák, 2 német és 1 más anyanyelvű volt. 2023 római katolikus mellett 728 református, 152 zsidó és 46 evangélikus lakta.
2001-ben 2187 lakosából 1564 magyar és 596 szlovák volt.
2011-ben 2204 lakosából 1447 magyar és 710 szlovák volt.
2021-ben 2381 lakosából 1232 (+63) magyar, 1005 (+32) szlovák, 19 (+5) cigány, 17 (+3) egyéb és 108 ismeretlen nemzetiségű volt.

## Nevezetességei

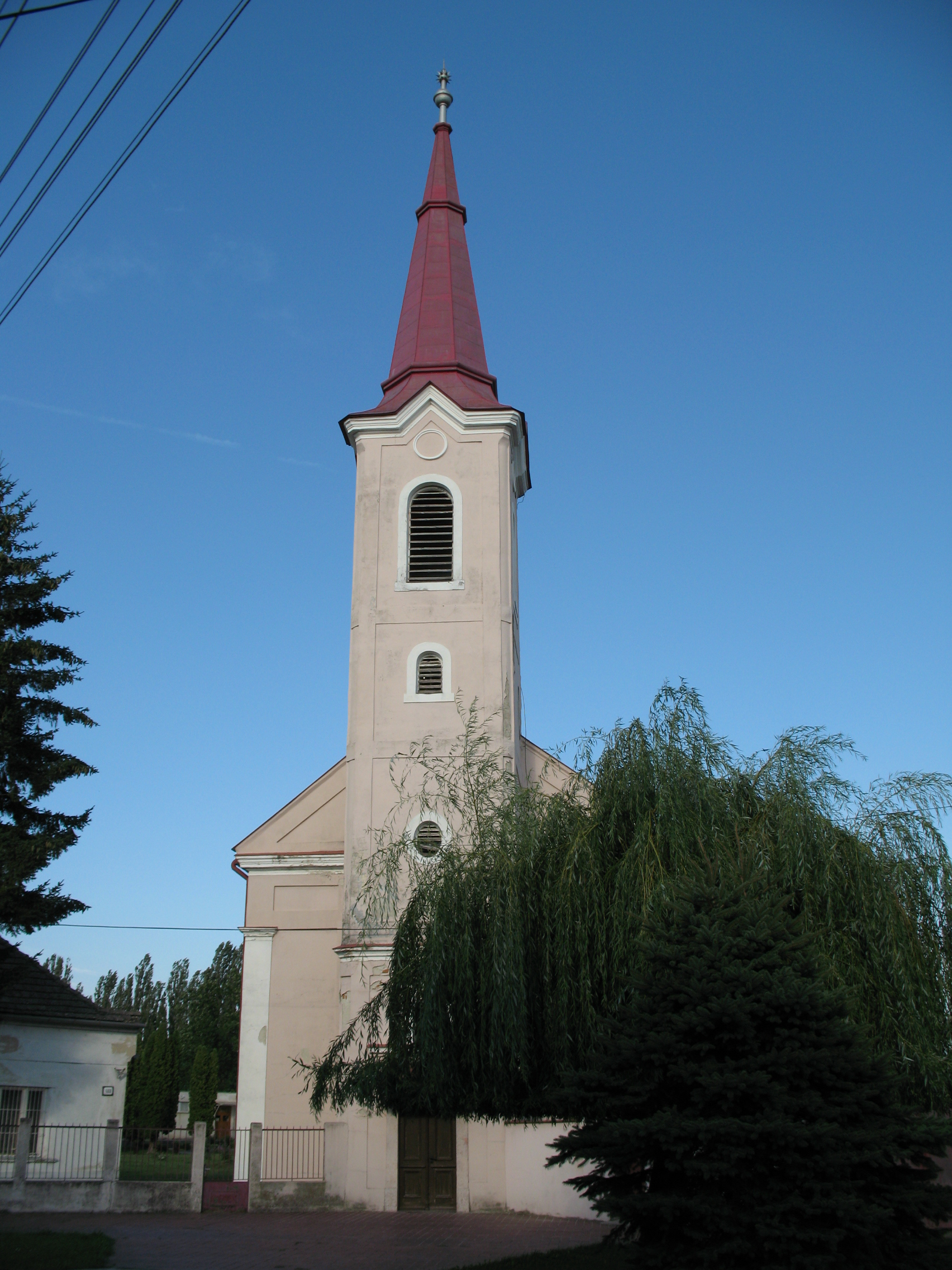
A református templom
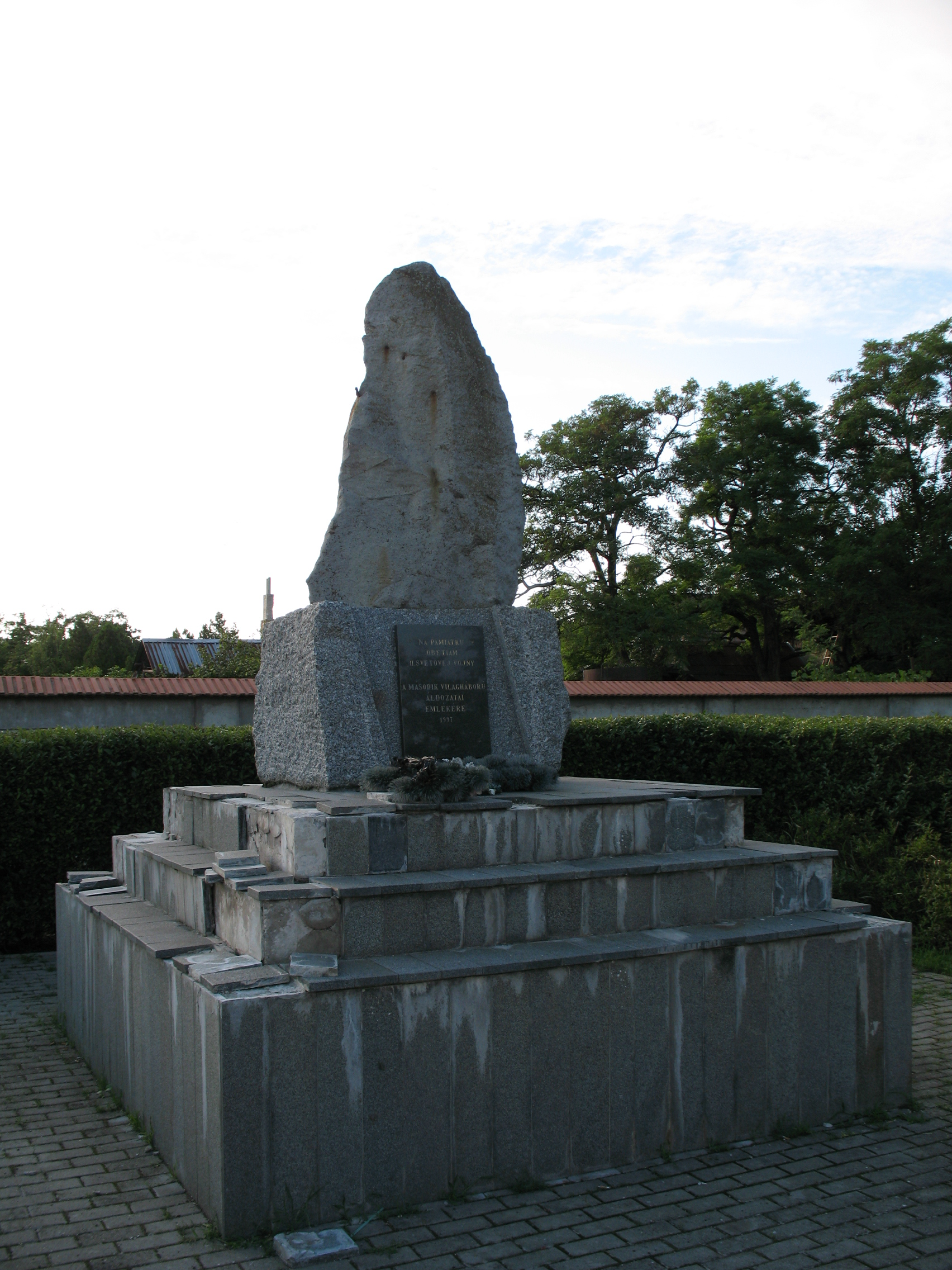
A 2. világháború áldozatainak emlékműve 2012-ben
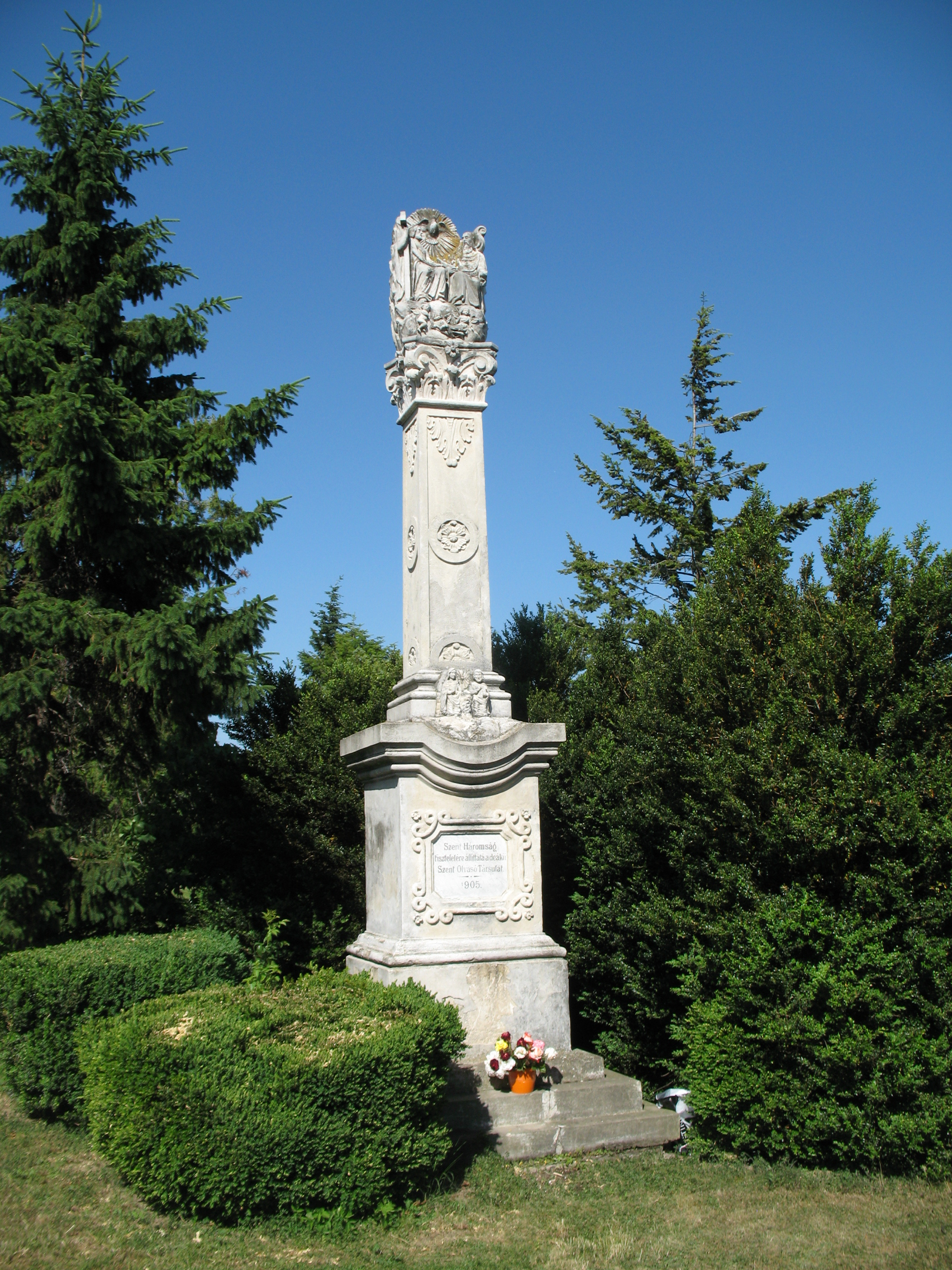
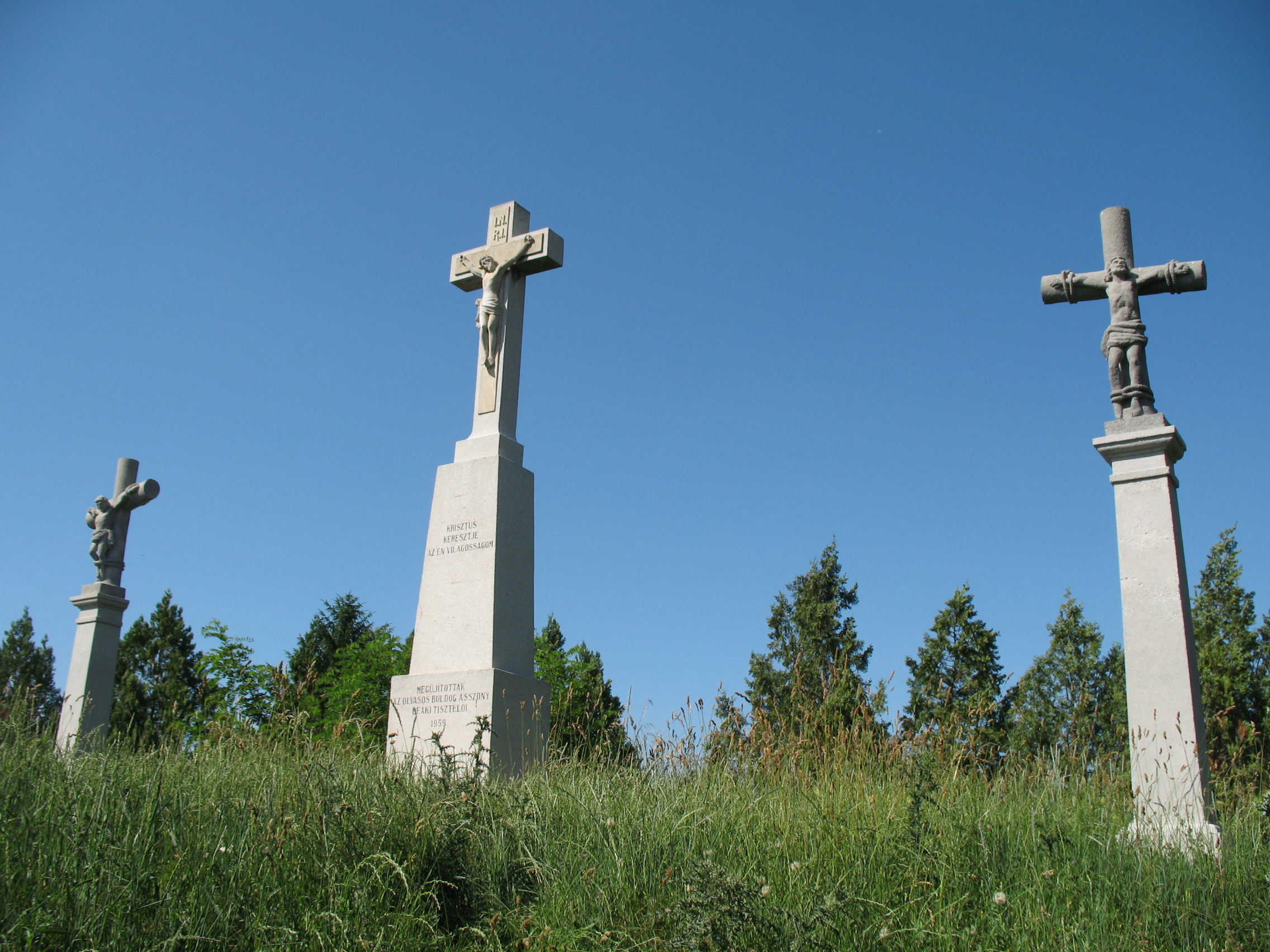
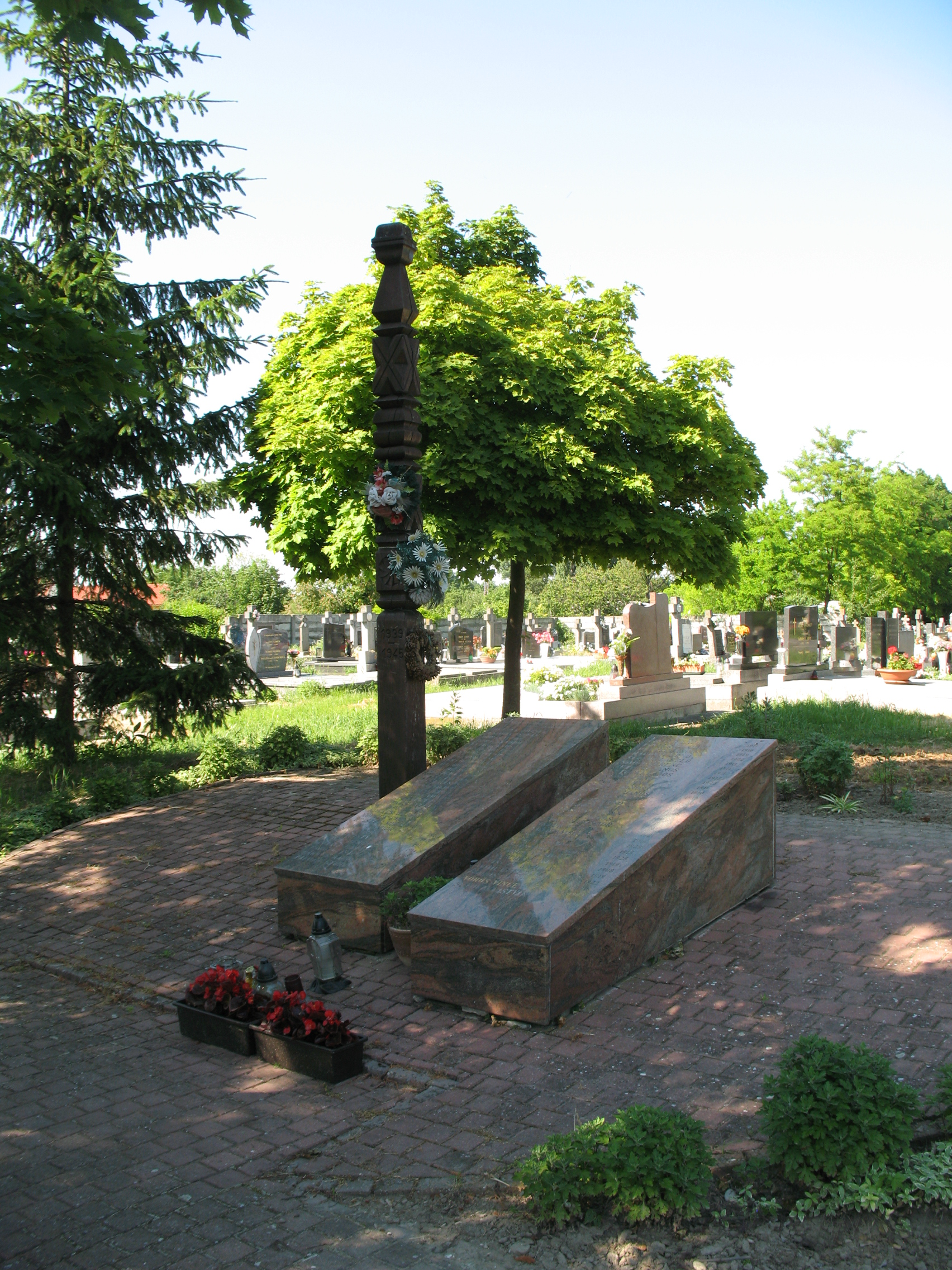

- Római katolikus temploma a 13. században épült. Elődjét, a mai templom legősibb részeként számontartott Szent István-kápolnát II. Paszkál pápa 1103-ban kiadott oklevele említi. A templomot 1872 és 1875 között neoromán stílusban bővítették. Az 1940-es évek kezdetén Serédi Jusztinián újíttatta fel, Kontuly Béla freskója is ekkor készült el.[6] A templom legújabbkori felújítási munkálatai 1993-ban a díszüveg-ablakok restaurálásával kezdődtek, majd 1996-ban a középkori templomrész tetőszerkezetének felújításával folytatódtak. A 19. századi templomrész tetőszerkezetét 1998-ban újították fel, illetve ekkor került sor az orgona javítására és a torony festésére is. A munkálatok 2001-ben vakolatcserével és a homlokzat festésével, valamint freskói restaurálásával fejeződtek be. Tóth Domonkos püspök 2001. november 10-én újraszentelte. Kolozsváry László kárpátaljai festőművész Halotti beszéd című festményét 2001 márciusában szentelték fel. A 170x300 cm méretű olajfestmény a Magyar Képzőművészek és Iparművészek Társaságának adománya.
- Az itteni bencések használták a Pray-kódexként ismert 13. századi latin szertartáskönyvet, melyben a Halotti beszéd is olvasható. A deáki templomról is található feljegyzés benne.
- Református temploma 1791-ben épült.
- Termálfürdő. Az 1950-es évekbeli kőolajkutatás folyamán Felsőszeli és Deáki községek határában termálvizet találtak, melynek hasznosítására az 1970-es években három medencével, étteremmel, szállodával és autóskempinggel ellátott termálfürdőt létesítettek. Az állami tulajdonú létesítmény 1991-ben a két község közös tulajdonába került. Azonban az egy évtizednyi közös üzemelést követően további fejlesztésének eltérő megítélése miatt a létesítményt kettéosztották, mely így területileg ⅔ részben Deáki, ⅓ részben Felsőszeli tulajdona lett.
- A katolikus iskola 1908-ban épült. Óvodáját 1978-ban társadalmi munkában építették.

## Neves személyek
- Itt született 1884. április 23-án Serédi Jusztinián hercegprímás, esztergomi érsek.
- Itt született 1884. május 23-án Szabó Miklós klasszika-filológus.
- Itt született 1913. november 17-én Vájlok Sándor irodalomkritikus, közíró.[7]
- Itt született 1948. május 12-én Pákozdi Gertrúd újságíró.
- Itt hunyt el 1846-ban Bekeő Benedek Lajos Benedek-rendi szerzetes, pap.
- Itt szolgált Nagy Lajos tanító.
- Itt szolgált Látecska Ede Endre (1891-1956) bencés tanár, plébános.
- Itt szolgált Fehér Damáz (1913-1998) komáromi bencés gimnáziumi tanár, pap.
- Innen származott Deáki Filep József református lelkész, erdélyi püspök apja.
- A templom freskóit Jeges Ernő alkotta 1942-ben.

## Kultúra

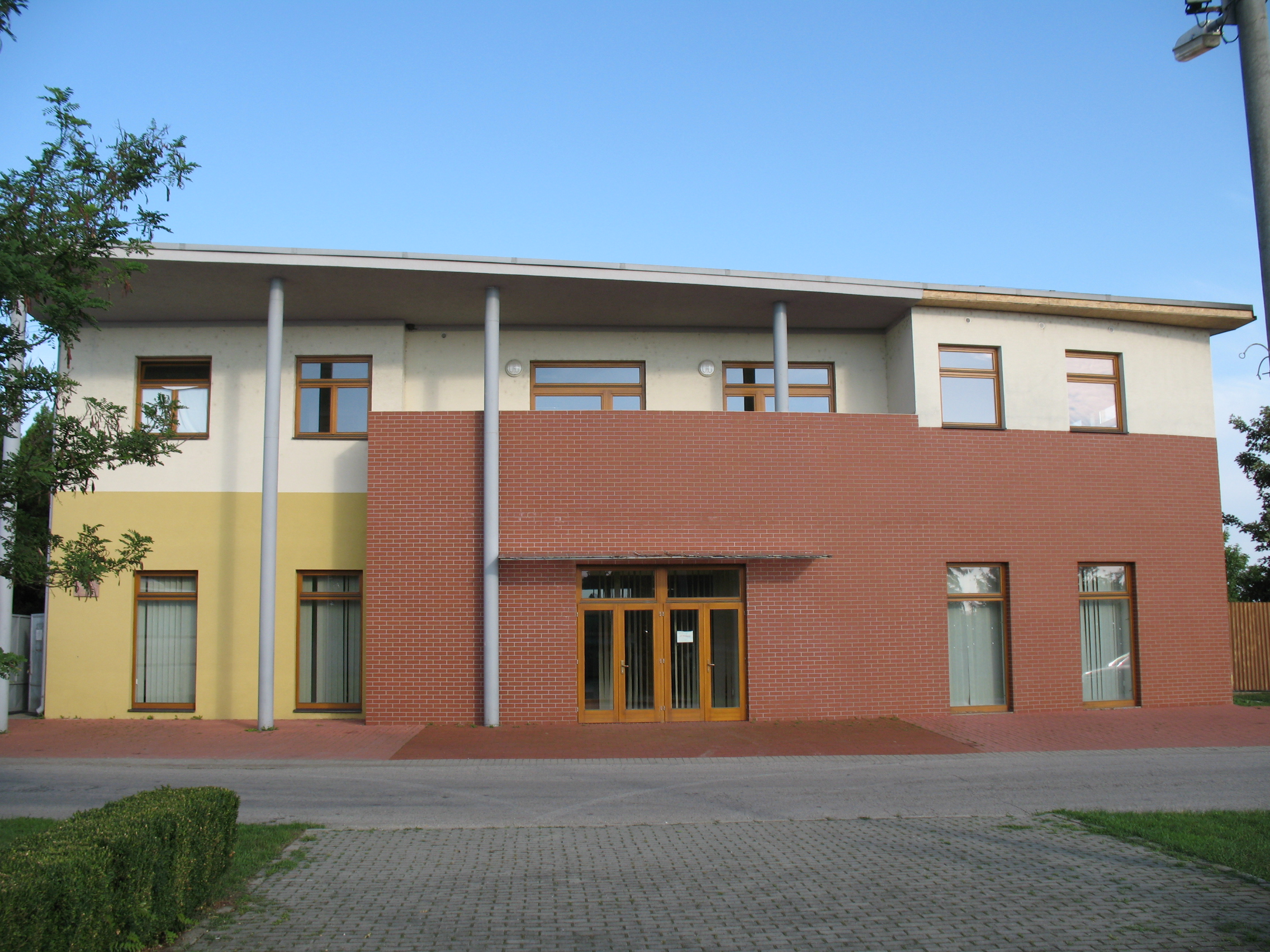
A felújított kultúrház épülete

- A felvidéki magyar iskolák igazgatói és a községi közkönyvtárak vezetői számára a katolikus templomban rendezték meg 2001 novemberében az Ezeréves Magyarország című kiadvány bemutatóját.[8]
- Deákin gyűjtötték a garabonciás diák bosszúja című mondát.[9]

## Szervezetek
- Termál Sportszervezet

## Testvértelepülései
- Karád (Magyarország)
- Kakasd (Magyarország)
- Mihályi (Magyarország)